# Eva Riccobono
Eva Riccobono est un mannequin, une actrice et une animatrice de télévision italienne née le 7 février 1983 à Palerme en Sicile.

## Mannequinat

### Couverture de magazines
- Vogue
- Elle
- Twill
- Cosmopolitan
- L'Officiel
- Vanity Fair
- Max
- Grazia
- Harper's Bazaar
- Playboy

### Publicités
- Chanel
- Giorgio Armani
- Hermès International
- Christian Dior
- Balmain
- Gianfranco Ferré
- Gucci
- Roberto Cavalli
- Ralph Lauren
- Lanvin
- Yves Saint Laurent
- Marc Jacobs
- Missoni
- La Perla
- Prada
- Sonia Rykiel
- Céline
- L'Oréal
- Vivienne Westwood
- Valentino

## Filmographie

### Cinéma
- 2004 : Eva : elle-même
- 2008 : Grande, grosso e... Verdone : Blanche
- 2012 : E la chiamano estate : une prostituée
- 2013 : Passione sinitra : Simonetta